# Осиновка (Кемеровський округ)
Оси́новка (рос. Осиновка) — присілок у складі Кемеровського округу Кемеровської області, Росія.

## Населення
Населення — 303 особи (2010; 202 у 2002).
Національний склад (станом на 2002 рік):
- росіяни — 84 %